# Particule fluide
Cet article court présente un sujet plus développé dans : Particule matérielle.
Une particule fluide, en mécanique des fluides, est un volume élémentaire de fluide d'échelle mésoscopique. L’échelle mésoscopique est typiquement de l'ordre du micromètre. C'est une échelle d'une part suffisamment petite pour que la grandeur étudiée puisse être considérée comme ponctuelle, et d'autre part suffisamment grande pour pouvoir considérer le milieu comme continu, c'est-à-dire ne pas avoir à faire une étude discrète de toutes les molécules.
Ce concept mathématique est étroitement lié à la description du mouvement des fluides, sa cinématique et sa dynamique, dans un cadre de référentiel lagrangien. Dans celui-ci, les parcelles fluides sont étiquetées et suivies dans l'espace et le temps. Mais aussi dans le cadre de référence eulérien, la notion de parcelles fluides peut être avantageuse, par exemple pour définir la variation temporelle des caractéristiques de la particule, les lignes de courant, les lignes de stries et les trajectoires, ou pour déterminer la dérive de Stokes.

## Définition
Les particules de fluide, telles qu'utilisées en mécanique des continus, sont distinguées des particules microscopiques (molécules et atomes) en physique. Les particules de fluide décrivent la vitesse moyenne et d'autres propriétés du fluide moyennées sur une échelle de longueur qui est grande par rapport au libre parcours moyen, mais petite par rapport aux échelles de longueur typiques du flux spécifique considéré. Le nombre de Knudsen doit pour cela être petit, et une condition préalable est que l'hypothèse du continuum soit valide.

### Sciences de la Terre
En météorologie et océanographie, le terme correspondant est « parcelle d'air/eau de mer », correspondant à un volume d'air ou d'eau unitaire homogène dont les caractéristiques changent adiabatiquement, ou non, avec la variation des conditions de pressions, températures et de flux dans l'environnement.
Lors d'un déplacement vertical ou horizontal d'une parcelle d'air effectuée à partir du repos dans un système fermé adiabatique, il est tenu pour acquis qu'il n'y a pas d'échange avec l'environnement et que le déplacement s'effectue selon l'équilibre hydrostatique et la loi des gaz parfaits. Ainsi, avant le déplacement, la particule d'air a la même densité ou température que l'air ambiant mais se retrouve ensuite dans un environnement dont la pression et la température sont différentes. Selon la stabilité de la masse d'air ou de l'eau, la particule continuera son mouvement dans la direction du mouvement initié (environnement instable), retournera à sa position initiale (stable) ou resta à la nouvelle position (neutre). Son déplacement final est également influencé par le flux dans l'environnement.